# Collegio di Middlesbrough South and East Cleveland
Middlesbrough South and East Cleveland è un collegio elettorale situato nel North Yorkshire, nel Nord Est dell'Inghilterra, e rappresentato alla Camera dei comuni del Parlamento del Regno Unito. Elegge un membro del parlamento con il sistema first-past-the-post, ossia maggioritario a turno unico; l'attuale parlamentare è Luke Myer del Partito Laburista, che rappresenta il collegio dal 2024.

## Estensione

Middlesbrough South and East Cleveland dal 2010 al 2024

- 1997-2010: i ward del borgo di Langbaurgh-on-Tees di Belmont, Brotton, Guisborough, Hutton, Lockwood and Skinningrove, Loftus, Saltburn e Skelton, e i ward del borgo di Middlesbrough di Easterside, Hemlington, Marton, Newham, Nunthorpe, Park End e Stainton and Thornton.
- 2010-2024: i ward del borgo di Redcar and Cleveland di Brotton, Guisborough, Hutton, Lockwood, Loftus, Saltburn, Skelton e Westworth, e i ward del borgo di Middlesbrough di Coulby Newham, Hemlington, Ladgate, Marton, Marton West, Nunthorpe, Park End e Stainton and Thornton.
- dal 2024: i ward del borgo di Redcar and Cleveland di Belmont; Brotton; Guisborough; Hutton; Lockwood; Loftus; Skelton East e Skelton West, e i ward del borgo di Middlesbrough di Coulby Newham; Hemlington; Ladgate; Marton East; Marton West; Nunthorpe; Park End & Beckfield e Stainton and Thornton.[1]

## Membri del parlamento
| Elezione | Elezione       | Deputato     | Partito      |
| -------- | -------------- | ------------ | ------------ |
|          | 1997           | Ashok Kumar  | Laburista    |
| 2010     | Tom Blenkinsop |              | Laburista    |
|          | 2017           | Simon Clarke | Conservatore |
|          | 2024           | Luke Myer    | Laburista    |

## Elezioni

### Elezioni negli anni 2020
| Partito                    | Partito                                                 | Candidato                  | Risultati 4 luglio 2024 | Risultati 4 luglio 2024 |
| Partito                    | Partito                                                 | Candidato                  | Voti                    | %                       |
| -------------------------- | ------------------------------------------------------- | -------------------------- | ----------------------- | ----------------------- |
|                            | Laburista Co-Op                                         | Luke Myer                  | 16 468                  | 43,30                   |
|                            | Conservatore                                            | Simon Clarke               | 16 254                  | 42,73                   |
|                            | Lib Dem                                                 | Jemma Joy                  | 2 032                   | 5,34                    |
|                            | Social Democratico                                      | Rod Liddle                 | 1 835                   | 4,82                    |
|                            | Verdi                                                   | Rowan McLaughlin           | 1 446                   | 3,80                    |
|                            |                                                         |                            |                         |                         |
| Iscritti                   | Iscritti                                                | Iscritti                   | 70 328                  | 100,00                  |
| ↳ Votanti (% su iscritti)  | ↳ Votanti (% su iscritti)                               | ↳ Votanti (% su iscritti)  | 38 035                  | 54,08                   |
| ↳ Astenuti (% su iscritti) | ↳ Astenuti (% su iscritti)                              | ↳ Astenuti (% su iscritti) | 32 293                  | 45,92                   |
|                            |                                                         |                            |                         |                         |
|                            | Esito: collegio passa da Conservatore a Laburista Co-Op |                            |                         |                         |

### Elezioni negli anni 2010
| Partito                    | Partito                                           | Candidato                  | Risultati 12 dicembre 2019 | Risultati 12 dicembre 2019 |
| Partito                    | Partito                                           | Candidato                  | Voti                       | %                          |
| -------------------------- | ------------------------------------------------- | -------------------------- | -------------------------- | -------------------------- |
|                            | Conservatore                                      | Simon Clarke               | 28 135                     | 58,84                      |
|                            | Laburista                                         | Lauren Dingsdale           | 16 509                     | 34,53                      |
|                            | Lib Dem                                           | Jemma Joy                  | 1 953                      | 4,08                       |
|                            | Verdi                                             | Sophie Brown               | 1 220                      | 2,55                       |
|                            |                                                   |                            |                            |                            |
| Iscritti                   | Iscritti                                          | Iscritti                   | 72 339                     | 100,00                     |
| ↳ Votanti (% su iscritti)  | ↳ Votanti (% su iscritti)                         | ↳ Votanti (% su iscritti)  | 47 817                     | 66,10                      |
| ↳ Astenuti (% su iscritti) | ↳ Astenuti (% su iscritti)                        | ↳ Astenuti (% su iscritti) | 24 522                     | 33,90                      |
|                            |                                                   |                            |                            |                            |
|                            | Esito: collegio passa da Laburista a Conservatore |                            |                            |                            |

| Partito                    | Partito                                           | Candidato                  | Risultati 8 giugno 2017 | Risultati 8 giugno 2017 |
| Partito                    | Partito                                           | Candidato                  | Voti                    | %                       |
| -------------------------- | ------------------------------------------------- | -------------------------- | ----------------------- | ----------------------- |
|                            | Conservatore                                      | Simon Clarke               | 23 643                  | 49,65                   |
|                            | Laburista                                         | Tracy Harvey               | 22 623                  | 47,51                   |
|                            | Lib Dem                                           | Chris Foote Wood           | 1 354                   | 2,84                    |
|                            |                                                   |                            |                         |                         |
| Iscritti                   | Iscritti                                          | Iscritti                   | 72 370                  | 100,00                  |
| ↳ Votanti (% su iscritti)  | ↳ Votanti (% su iscritti)                         | ↳ Votanti (% su iscritti)  | 47 620                  | 65,80                   |
| ↳ Astenuti (% su iscritti) | ↳ Astenuti (% su iscritti)                        | ↳ Astenuti (% su iscritti) | 24 750                  | 34,20                   |
|                            |                                                   |                            |                         |                         |
|                            | Esito: collegio passa da Laburista a Conservatore |                            |                         |                         |

| Partito                    | Partito                                | Candidato                  | Risultati 7 maggio 2015 | Risultati 7 maggio 2015 |
| Partito                    | Partito                                | Candidato                  | Voti                    | %                       |
| -------------------------- | -------------------------------------- | -------------------------- | ----------------------- | ----------------------- |
|                            | Laburista                              | Tom Blenkinsop             | 19 193                  | 42,02                   |
|                            | Conservatore                           | Will Goodhand              | 16 925                  | 37,05                   |
|                            | UKIP                                   | Steve Turner               | 6 935                   | 15,18                   |
|                            | Lib Dem                                | Ben Gibson                 | 1 564                   | 3,42                    |
|                            | Verdi                                  | Martin Brampton            | 1 060                   | 2,32                    |
|                            |                                        |                            |                         |                         |
| Iscritti                   | Iscritti                               | Iscritti                   | 71 147                  | 100,00                  |
| ↳ Votanti (% su iscritti)  | ↳ Votanti (% su iscritti)              | ↳ Votanti (% su iscritti)  | 45 677                  | 64,20                   |
| ↳ Astenuti (% su iscritti) | ↳ Astenuti (% su iscritti)             | ↳ Astenuti (% su iscritti) | 25 470                  | 35,80                   |
|                            |                                        |                            |                         |                         |
|                            | Esito: collegio confermato a Laburista |                            |                         |                         |

| Partito                    | Partito                                | Candidato                  | Risultati 6 maggio 2010 | Risultati 6 maggio 2010 |
| Partito                    | Partito                                | Candidato                  | Voti                    | %                       |
| -------------------------- | -------------------------------------- | -------------------------- | ----------------------- | ----------------------- |
|                            | Laburista                              | Tom Blenkinsop             | 18 138                  | 39,25                   |
|                            | Conservatore                           | Paul Bristow               | 16 461                  | 35,62                   |
|                            | Lib Dem                                | Nick Emmerson              | 7 340                   | 15,88                   |
|                            | UKIP                                   | Stuart Lightwing           | 1 881                   | 4,07                    |
|                            | BNP                                    | Shaun Gatley               | 1 576                   | 3,41                    |
|                            | Indipendente                           | Mike Allen                 | 818                     | 1,77                    |
|                            |                                        |                            |                         |                         |
| Iscritti                   | Iscritti                               | Iscritti                   | 72 663                  | 100,00                  |
| ↳ Votanti (% su iscritti)  | ↳ Votanti (% su iscritti)              | ↳ Votanti (% su iscritti)  | 46 214                  | 63,60                   |
| ↳ Astenuti (% su iscritti) | ↳ Astenuti (% su iscritti)             | ↳ Astenuti (% su iscritti) | 26 449                  | 36,40                   |
|                            |                                        |                            |                         |                         |
|                            | Esito: collegio confermato a Laburista |                            |                         |                         |

### Elezioni negli anni 2000
| Partito                    | Partito                                | Candidato                  | Risultati 5 maggio 2005 | Risultati 5 maggio 2005 |
| Partito                    | Partito                                | Candidato                  | Voti                    | %                       |
| -------------------------- | -------------------------------------- | -------------------------- | ----------------------- | ----------------------- |
|                            | Laburista                              | Ashok Kumar                | 21 945                  | 50,22                   |
|                            | Conservatore                           | Mark Brooks                | 13 945                  | 31,91                   |
|                            | Lib Dem                                | Carl Minns                 | 6 049                   | 13,84                   |
|                            | BNP                                    | Geoffrey Groves            | 1 099                   | 2,52                    |
|                            | UKIP                                   | Charlotte Bull             | 658                     | 1,51                    |
|                            |                                        |                            |                         |                         |
| Iscritti                   | Iscritti                               | Iscritti                   | 71 868                  | 100,00                  |
| ↳ Votanti (% su iscritti)  | ↳ Votanti (% su iscritti)              | ↳ Votanti (% su iscritti)  | 43 696                  | 60,80                   |
| ↳ Astenuti (% su iscritti) | ↳ Astenuti (% su iscritti)             | ↳ Astenuti (% su iscritti) | 28 172                  | 39,20                   |
|                            |                                        |                            |                         |                         |
|                            | Esito: collegio confermato a Laburista |                            |                         |                         |

| Partito                    | Partito                                | Candidato                  | Risultati 7 giugno 2001 | Risultati 7 giugno 2001 |
| Partito                    | Partito                                | Candidato                  | Voti                    | %                       |
| -------------------------- | -------------------------------------- | -------------------------- | ----------------------- | ----------------------- |
|                            | Laburista                              | Ashok Kumar                | 24 321                  | 55,29                   |
|                            | Conservatore                           | Barbara Anne Harpham       | 14 970                  | 34,03                   |
|                            | Lib Dem                                | Linda Jean Parrish         | 4 700                   | 10,68                   |
|                            |                                        |                            |                         |                         |
| Iscritti                   | Iscritti                               | Iscritti                   | 72 116                  | 100,00                  |
| ↳ Votanti (% su iscritti)  | ↳ Votanti (% su iscritti)              | ↳ Votanti (% su iscritti)  | 43 991                  | 61,00                   |
| ↳ Astenuti (% su iscritti) | ↳ Astenuti (% su iscritti)             | ↳ Astenuti (% su iscritti) | 28 125                  | 39,00                   |
|                            |                                        |                            |                         |                         |
|                            | Esito: collegio confermato a Laburista |                            |                         |                         |

## Risultati dei referendum

### Referendum sulla permanenza del Regno Unito nell'Unione europea del 2016
|             | Collegio                               | Lasciare UE % | Rimanere in UE % |
| ----------- | -------------------------------------- | ------------- | ---------------- |
|             | Middlesbrough South and East Cleveland | 65,0%         | 35,0%            |
| Inghilterra | 53,3%                                  | 46,7%         |                  |
| Regno Unito | 51,9%                                  | 48,1%         |                  |